# 赵玉江
赵玉江（1965年—），河北迁安人，汉族，中华人民共和国政治人物、第十二届全国人民代表大会河北地区代表。
毕业于中央广播电视大学，加入中国共产党。2013年，被选为全国人大代表。